# RPGQuest
RPGQuest é um jogo de interpretação de papéis RPG com elementos de jogo de tabuleiro, lançado em 2005 pela Daemon Editora. Foi desenvolvido para introduzir crianças, a partir de 12 anos, no universo dos RPGs de mesa.
O jogo se inspira em títulos clássicos como HeroQuest, DragonQuest e First Quest, que foram populares nas décadas de 1980 e 1990 como ferramentas de introdução ao hobby. Apesar das semelhanças estruturais com esses jogos, RPGQuest não é considerado um retroclone, apresentando sistema próprio e ambientação original.
O sistema de regras de RPGQuest é open gaming, sendo distribuído sob a Licença Aberta Daemon que permite a criação de material derivado, adaptações e novos conteúdos, de forma livre de royalties, desde que respeitadas as diretrizes da licença.
As aventuras do jogo ocorrem no chamado Multiverso, uma configuração ficcional composta por múltiplos planos e dimensões, concebidos como manifestações da imaginação coletiva do mundo real.
O jogo foi projetado para ser de fácil compreensão e rápida implementação, mantendo um equilíbrio entre simplicidade mecânica e possibilidade de simulação de diferentes gêneros e cenários.
Em 2017, foi lançada uma versão de tabuleiro intitulada RPGQuest – A Jornada do Herói, financiada por meio da plataforma Catarse. No ano seguinte, em 2018, foi publicada a expansão RPGQuest – Dungeons, também através de financiamento coletivo.

## Regras básicas

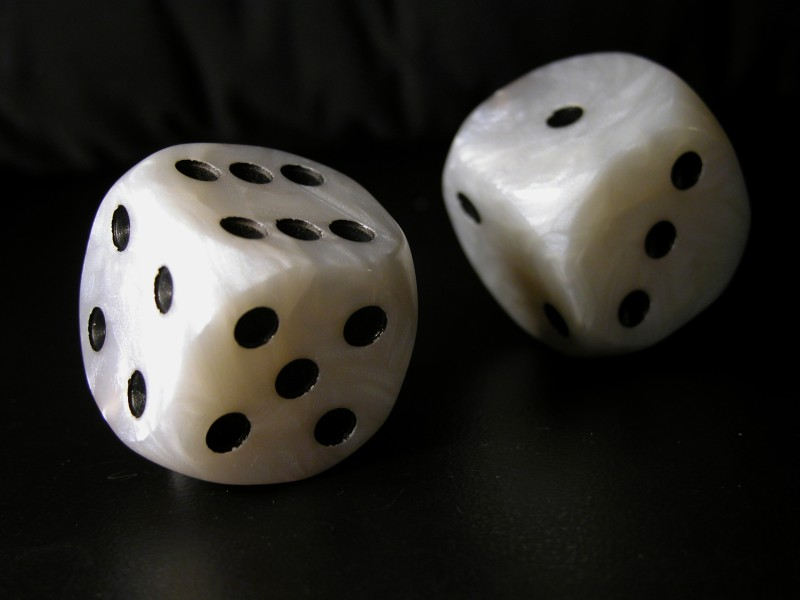
RPGQuest usa dados comuns de seis faces.

O RPGQuest utiliza um sistema de regras simplificado baseado em testes com dois dados de seis faces (2d6), somados a modificadores. O resultado deve ser igual ou superior a um valor-alvo, estabelecido pelo mestre ou pelas regras, para que a ação seja bem-sucedida — um mecanismo semelhante ao empregado no Sistema d20.
O combate pode ser conduzido tanto de forma narrativa quanto utilizando tabuleiros, inclusive aqueles de outros sistemas, como GURPS ou D&D. Embora não sejam obrigatórios, tabuleiros quadriculados são recomendados para iniciantes, por facilitarem a visualização espacial e acrescentarem elementos táticos ao jogo.
A criação de personagens baseia-se em oito atributos, divididos entre físicos (Constituição, Força, Destreza e Agilidade) e mentais (Inteligência, Vontade, Percepção e Carisma). Os jogadores dispõem de pontos para distribuir em perícias — como Furtividade, Cura e Manipulação — e podem escolher raças, classes e habilidades especiais, como Respiração Subaquática ou Ataque Furtivo, todas definidas por um sistema de alocação de pontos.
O sistema diferencia usuários de magia por meio de dois modelos principais: magos, que lançam feitiços por meio de grimórios, e clérigos, que acessam poderes divinos através de orações.

## Multiverso
No sistema RPGQuest, o Multiverso — também chamado de Arcádia — é uma estrutura composta por infinitos mundos, planos e realidades paralelas, formados e sustentados pela força da imaginação. Tudo o que já foi sonhado, contado, escrito ou imaginado pela humanidade existe, de alguma forma, dentro de Arcádia. Esse vasto reino metafísico é tecido pelas chamadas formas-pensamento, manifestações geradas pela energia mental e criativa dos seres conscientes. Ideias frágeis originam pequenos bolsões de realidade efêmera, enquanto mitologias, lendas e narrativas compartilhadas por milhões de pessoas, ao longo de gerações, se tornam mundos sólidos, autossustentáveis, com leis, geografias e culturas próprias.
Com o passar do tempo, esses bolsões antes isolados passaram a se interligar, à medida que diferentes culturas humanas misturavam seus mitos e histórias. Isso permitiu o surgimento de portais, rotas mágicas e navegação interdimensional, guiada pelas estrelas constantes de Arcádia. Magos, sábios e navegadores astrais aprenderam a cruzar os mares do Multiverso, conectando reinos distantes. No entanto, viajar entre planos é sempre arriscado: um desvio pode levar tanto a mundos consolidados quanto a realidades instáveis, ainda em formação. No Multiverso, a imaginação não é metáfora — ela é literalmente a substância que molda e sustenta toda a existência.

## Títulos
Módulo Básico
O manual central do sistema, compatível com todos os suplementos e aventuras da linha. O conteúdo inclui:
- 80 raças jogáveis
- 110 classes de personagem
- 200 habilidades especiais
- 100 tipos de armas
- 120 deuses em 13 panteões
- Magias, Psiônicos e Animais Familiares
- Veículos diversos
- 56 mundos de jogo diferentes

Volume 1 – Nova Arcádia
- Ambientação: Fantasia Medieval Clássica
- Sistema: Geração de masmorras aleatórias para jogos sem mestre.

Volume 2 – Velha Arcádia
- Ambientação: Mitologia Grega
- Sistema: Batalhas de miniaturas, com controle tático de pequenos grupos de heróis.

Volume 3 – Cavaleiros Templários
- Ambientação: História Medieval (Cruzadas, Inquisição, etc.)
- Sistema: Regras para batalhas de exércitos, simulando conflitos históricos em larga escala.

Volume 4 – Aventuras Orientais: Guerra dos Impérios
- Ambientação: mitologia chinesa e japonesa
- Sistema: WarGame de impérios, no estilo War, com disputas territoriais.

Volume 5 – Reinos de Jade
- Ambientação: Expansão da mitologia oriental
- Sistema: Conteúdo narrativo e descritivo dos 36 reinos do Império de Jade e do Sol Nascente. Complementa o volume 4 com forte foco na ambientação.

Guia de Monstros
- Mais de 680 criaturas, entre:
  - Dragões, demônios, mortos-vivos, trolls
  - Abissais, asuras, goblinóides, dinossauros
  - Fantasmas, aberrações, vampiros, monstros marinhos, gigantes
- Mais de 440 ilustrações que enriquecem a experiência visual e narrativa.
- Ideal para usar em campanhas, one-shots ou como bestiário de consulta.

Cadernos Escolares RPGQuest
Voltado para o público iniciante ou estudantil, a linha de Cadernos Escolares RPGQuest oferece:
- 14 miniaturas destacáveis por volume
- Regras básicas resumidas
- Mini-tabuleiro 8×10 com cenários para usar como arena
- Uma forma lúdica e prática de apresentar RPG em ambiente escolar ou familiar.

RPGQuest – Jogos de Tabuleiro
- Jornada do Herói (2017)
  - Lançamento: Financiado coletivamente pelo Catarse.
  - Proposta: Jogo de tabuleiro, desenhado para um público mais amplo, mantendo a essência didática e acessível do original.
  - Destaque: Sistema modular com tabuleiro, cartas de missão, recrutamento de heróis e desafios sorteados a cada partida.
- Dungeons (2018)
  - Lançamento: Financiado coletivamente pelo Catarse.
  - Proposta: Jogo de tabuleiro com foco em exploração de masmorras, gerenciamento de grupo e desafios táticos.
  - Destaque: Cada partida tem desafios únicos graças ao sistema de sorteio de monstros, reinos e missões. Compatível com o sistema de Jornada do Herói.